# 리처드 유얼
리처드 스토더트 유얼(Richard Stoddert Ewell, 1817년 2월 8일 ~ 1872년 1월 25일)은 미국의 군인으로 미국 남북전쟁 전 연방군 장교로 근무하다가 남부가 연방 탈퇴를 속속 선언하자 사표를 제출하고 남군에 입대했다. 전쟁 초기에는 스톤월 잭슨 휘하에서 전투 경력과 명성을 쌓았으며, 중후반기에는 로버트 리의 북버지니아군에서 군단장으로 많은 활약을 펼쳤다. 그러나, 게티스버그 전투와 스팟실베이니아 전투에서 그가 한 행동에 대한 논란으로 종전 후 옛 전우들로부터 많은 비난을 받기도 했다.

## 어린 시절
유얼(Ewell)은 워싱턴 D. C. 조지타운에서 태어났다. 3살때 버지니아주 프린스윌리엄 카운티 (버지니아주)에 있는 [스토니 로섬]이라 불리는 매너서스 근처 농원에서 자랐다. 아버지 토마스 유얼 박사와 어머니 엘리자베스 스토더트 유얼의 3남으로 조부(祖父)는 초대 해군장관 벤자민 스토더트였고, 형은 남군 장교 벤자민 스토더트 유얼이었다. 유얼은 1840년 웨스트포인트에 입학하여 42명 중 13등으로 졸업했다. 친구들은 [늙은 대머리] 혹은 [볼티](대머리)라고 불렀다. 아메리카 제1 용기병연대의 소위로 임관해 1845년 중위로 승진했다. 1843년부터 1845까지 필립 센트조지 쿡 및 스티븐 왓츠 커니와 함께 산타페 트레일 및 오리건 트레일의 호위임무를 맡았다. 미국-멕시코 전쟁에서는 윈필드 스코트 장군 휘하에서 능력을 인정받았고, 콘트라레스 전투 및 첼브스코 전투에서 보인 용감한 행동으로 대위로 승진했다. 콘트라레스 전투때는 로버트 리 공병 대위(당시 계급)와 함께 야간 정찰을 나가기도 했다.
유얼은 얼마안가 뉴멕시코 준주에서 임무를 맡아, 새로 획득한 거스틴 구입지역을 벤자민 본빌 대령과 함께 탐험했다. 1859년 코치슈가 이끄는 아파치 족과 작은 다툼을 벌이다 부상을 입었다. 1860년 애리조나주 뷰캐넌 요새의 지휘관을 지낼때 건강을 해쳐 서부를 떠나 요양을 위해 버지니아로 돌아왔다. 유얼은 이 병의 증세를 가리켜 [현기증, 숨을 쉬기도 여러운 중병, 지금은 과도하게 쇠약해져서 때에 따라선 한기가 밀려오기도 한다]라고 표현했다. 이 병의 증세와 괴아는 다가올 남북전쟁 기간에 재앙의 불씨가 되었다.

## 남북전쟁
나라 전체가 남북전쟁을 향해 치닫고 있을 때, 유얼은 합중국을 지지하는 마음을 가졌으나, 출신지 버지니아주가 연방 탈퇴를 선언하자 1861년 5월 7일 미육군을 제대하고, 버지니아 시민군에 입대했다. 1861년 5월 9일 기병대 대령으로 임명되어 5월 31일 페어오크스 코트하우스의 소규모 접전에서 이 전쟁에서 부상당한 최초의 상급 지휘관 중 1명이 되었다. 6월 17일 남군 준장으로 승진해 제1차 불런 전투에서 1개 여단을 지휘했으나 거의 전투에는 참가하지 않았다.
유얼은 그 외견에도 불구하고, 또 외견의 ***부하들에게 인상을 주었다. 역사가 래리 터크는 유얼을 다음과 같이 표현하였다.
신장은 5피트 8인치(172cm)로 약간 낮고, 자색의 머리칼을 지닌 대머리로써 포탄형의 머리를 하고 있었다. 높은 코 위에 돌출된 밝고 튀어나온 눈은 어떤자는 독수리의 눈이라고 말하고, 어떤 이는 매의 눈이라고도 말했다.

### 스톤월 잭슨과 함께
1862년 1월 24일 소장으로 진급한 유얼은 셰넌도어 계곡 전역에서 스톤월 잭슨의 휘하에서 근무하기 시작했다. 두 명의 장군은 협력하여 일을 진행해, 두사람 모두 비현실적인 행동으로 주목받았으나, 두 사람 사이에는 여러가지로 방식이 달랐다. 잭슨은 엄격하고 경건했으나, 유얼은 기지가 풍부하고 극단적으로 모험적이었다. 전장에서 잭슨은 유연성이 있어 직감에 따라 움직였으나, 유얼은 용감해서 실효를 거두는 것에도 효과를 얻기 위해 정학한 지시를 요구했다. 유얼은 잭슨이 작전계획에 대해 부하들에게 알리지 않는 경항이 있어 처음부터 불만을 갖고 있었고, 최종적으로 잭슨의 반대파에 참가했다.
계곡 전역 동안 잭슨의 소규모 군대에서 유얼은 **에 1개 사단을 지휘해 북군의 존 C. 브레먼드, 나사니얼 P. 뱅크스, 제임스 쉴즈 소장이 지휘하는 대부대를 상대로 개인적으로 몇 차례 전투에서 승리했다. 이어서 잭슨군은 리치먼드로 소환되어 조지 매클렐런 소장의 포토맥군이 진행하는 반도 전역에 대항해 리치먼드 시를 수비하기 위해 로버트 E. 리의 군에 가세했다. 게인즈밀 전투와 몰번힐 전투에서 눈에 띄는 전투를 벌였다. 7일 전투에서 리의 군대가 북군을 몰아붙일 때, 북군 존 포프 소장의 버지니아군이 북쪽에서 공격할 것이 두려워 잭슨은 이를 방해하기 위해 파견되었다. 유얼은 8월 9일 씨더 마운틴 전투에서 다시 뱅크스군을 격파했고, 이전 매너서스 전장에서 벌어진 제2차 불런 전투에서도 좋은 모습의 전투를 벌였으나, 그라브턴에서 부상당해 왼쪽다리는 정강이 아래를 절단할 수밖에 없었다.
이 상처가 회복되는 동안, 내슈빌 지구에서 부유한 미망인이었던 종자매 리지커 캠벨 브라운(Lizinka Campbell Brown)에게 간호를 받았다. 유얼은 10대때부터 리지커를 좋아했었기에 1861년 계곡 전역 기간에도 로망스를 꽃피었다가 이때 밀접한 대화로 인해 1863년 5월 26일 리치먼드에서 결혼을 올리는 것으로 끝났다.
오랜 시간 상처를 치료한 후, 유얼은 리의 북버지니아군에 복귀해 챈슬러즈빌 전투에 참가했다. 잭슨이 1863년 5월 3일 심각한 중상을 입었을 때, 잭슨은 유얼이 군단지휘를 이어받을 것을 제안했다. 리는 잠시 기병대 지휘관인 젭 스튜어트에게 그 후임을 맡겼으나, 5월 23일 유얼을 중장으로 승진시키고, 제2군단 지휘를 맡겼다(이때 잭슨군 사단 지휘관인 A. P. 힐 중장에게 새로 제3군단 지휘를 맡겼기 때문에 잭슨군에서 일부를 차출해 가서 군단의 규모는 매우 작아졌다).

### 게티스버그 및 논쟁
게티스버그 전역이 시작된 날 제2차 윈체스터 전투에서 유얼은 북군 수비대 4,000명을 포로로 사로잡고, 대포 23문을 포획하는 화려한 공적을 세웠다. 이때 사용이 제한된 탄환이 가슴에 맞았으나 다행히 중상을 당하는 것은 피했다. (이것은 유얼의 군사경력에서 2번째 일로서, 첫 번째는 게인즈밀 전투였다.) 유얼 군단은 펜실베이니아주 침공에서 선두로 나서, 주 수도 해리스버그까지 도착할 정도로 육박해 갔으나, 리가 전력을 게티스버그에 집결시키기 위해 불러들였다. 이때의 성공은 잭슨에 비견될 만한 것이었다.
그러나, 게티스버그 전투에서 유얼은 군인으로써 명성은 이때부터 오랫동안 하락하기 시작했다. 1863년 7월 1일 유얼 군단은 북쪽에서 게티스버그로 접근해 북군 제11군단과 제1군단의 일부를 격파하자, 북군은 마을을 통해 철수해 마을 남쪽에 있던 세멘터리힐에서 방어진지를 구축하는 일에 여유가 없었다. 리는 전장에 도착한 지 얼마 안 가, 이 진지의 중요성을 인정했다. 리는 [만약 가능하다면](if practicable) 세멘터리힐을 확보하라는 자유재량권이 있는 명령을 유얼에게 보냈다. 역사가 제임스 M. 마크퍼슨은 [잭슨이 살아있었다면, 의심도 없이 그것이 실행가능하다는 것을 알았을 것이다. 그러나 유얼은 잭슨과는 다르다]라고 기록했다. 유얼은 공격을 하지 않기로 결정했다. 그리고 리에게 전면의 북군 고지대를 점령하기는 힘들다는 회신을 보냈다.
유얼은 공격하지 않는 것에 대해 몇가지 이유를 들었을 가능성이 있다. 리에게서 받은 명령은 본질적으로 모순이 있었다. [실행가능하다고 판단된다면 적에게 점령된 언덕을 빼앗으시오. 그러나 우리군의 다른 사단이 도착할 때까지는 회전을 피하시오]라고 지시했던 것이다. 리는 또한 유얼이 요구했던 힐 군단의 지원을 거절했다. 유얼의 병사들은 오랜 행군과 7월 오후의 격렬한 전투로 지쳐서 전투대형을 갖추는 것도 어려워, 게티스버그로 통하는 좁은 통로를 사용해 언덕을 향한 공격도 어려웠다. 에드워드 "알렌게니" 존슨 소장의 아직 피로를 알지못하는 사단이 도착했으나, 북군의 대규모 증원부대가 동쪽에서 요크파이크에 도착해 아군 측면에 대해 위협을 가한다는 정보를 받게 되었다. 유얼의 언제나 공격적인 부하였던 주발 얼리 소장도 유얼의 결단에 동의했다.
리의 명령은 유얼에게 많은 자유재량권을 주었다는 것에 비판을 받았다. 마크퍼슨 같은 역사가들은 만약 공격적인 스톤월 잭슨이 살아있어 리 군대의 일익을 지휘했다면 이 명령에 대해 틀림없이 행동했을 것이라고 생각했고, 남군이 칼프스힐 혹은 세멘터리 힐를 점령했다면 2일째 전투는 실제와는 다른 방향으로 진행되지 않았을까 추측했다. 자유재량이 있는 명령은 리의 중요한 부하였던 잭슨 및 제임스 롱스트리트 경우엔 통상 이것이 좋게 반응했고, 독창성을 살려 이때의 조건에 반응해 바라던 결과를 얻었기에 리는 어느덧 이것이 습관적인 것이 되었다. 유얼 부대가 행동하지 않은 것은 이것이 정당화 ****, 이 전투에 있어 남군에게 거의 확실하게 대가를 지불하게 했다. 유얼 군단이 7월 2일과 3일에 북군 진지를 공격할 때, 북군은 몇 개의 언덕을 충분히 점령해 강력한 방어를 펼친 시간이 있어서 남군에게 커다란 손실을 주었다. 전후, 패배 원인을 주장하는 자들은 특히 전투 중 유얼의 부하였던 주발 얼리뿐만 아니라, 아이작 R. 트럼블 소장도 전투에서 패한 책임을 리에게 전가시켰기 때문에 유얼을 격렬하게 비난했다. 그들 논지의 일부는 북군이 그날 이른 패배로 인해 완전히 사기를 잃어버렸으나, 유얼의 병사도 편성이 아직 끝나지 않아, 그들이 제안한 결단은 뜨꺼운 전투의 도중과 전장의 안개 속에서도, **.
7월 3일 유얼은 다시 부상을 입었으나, 이때는 목제 다리에 맞았다. 유얼은 이 군단을 이끌고 버지니아주로 질서있게 퇴각했다. 그의 운은 약하게 이어져, 11월에는 버지니아의 게리즈포트에서 부상당했다. 1864년 1월에도 말이 눈위에서 쓰러져 부상을 입었다.

### 오버랜드 전역과 리치먼드
유얼은 1864년 5월 와일더넨스 전투에서 군단을 지휘해 자신을 공격한 북군의 군단보다도 병력으로 우세한 희귀한 기회를 이용해 공적을 세웠다. 소팟실베이니아 코트하우스 전투에서 유얼의 불필요한 판단, 불필요한 행동으로 인해 리는 5월 12일 뮐슈에서 스스로 방어진을 이끌지 않으면 안된다고 느꼈다. 이 시점에서 유얼은 도망치는 병사들을 이성을 잃은 채 질타하기 시작했고, 칼로 병사들의 등을 찔렀다. 리는 화가 난 부하들을 제재하고, 예리하게 [유얼 장군, 자신을 억누르지 않으면 안되오. 그대가 자제심을 잃을 때 이들 병사들을 통솔할 수 있을 거라고 기대하고 있소? 그대의 흥분을 억누르지 않으면 사퇴하는 것이 좋을 것 같소.]라고 말했다. 이때 유얼의 행동은 의심할 것도 없이, 리에 의해 전후 그의 비서관 윌리엄 아란에게 전해진 것이 그대로 기록되었다. 이날 5월 12일 [유얼은 이날 아침 불행하게 완전히 ** 되어 아무리 때린다고 해도 그 유능함을 잃어버렸다]라고 리는 말했다.
리는 유얼의 오랫동안 지속된 상처가 그 문제의 원인이라고 판단하고, 군단지휘관에서 해임시켜 리치먼드 방위군의 지휘관으로 전임시켰으나, 이것은 북군이 남군 수도에 과도한 압력을 가하는 상황을 보더라도 결코 중요하지 않은 임무는 아니었다. 1865년 세이러스 클리크 전투에서 ****된 군대가 포위당해 포획당할 때는 리치먼드에서 철수 중이었다. 이것은 애폭마톡스 코트하우스에서 리가 항복하기 며칠전이었다. 유얼은 1865년 7월까지 보스턴 항구의 포트 워렌(Fort Warren)에서 전쟁 포로로 구금되었다가 석방되었다.

## 전후
유얼은 사면을 받고 난 후, 테네시주 스프링그힐 근처에 있던 아내의 농장인 [신사농원주]로서 일을 하며 은거했다. 이 농장경영을 통해 이익을 얻게되었고, 또 미시시피주에서 성공한 면화농장도 번창했다. 유얼은 리지커의 아이들과 손자를 사랑했다. 콜롬비아 부인 아카데미 이사회의 사장, 콜롬비아의 세인트 피터스 성공회 교회의 배찬회원, 모리 카운티 농업협회의 회장을 맡기도 했다. 유얼과 그의 아내는 3일사이에 폐렴으로 죽었다. 두 사람은 내슈빌의 올드시티 묘지에 매장되었다. 사후 출판된 [군인의 양성]이 1935년에 출간되었다.

## 참고 문헌
- Coddington, Edwin B., The Gettysburg Campaign; a study in command, Scribner's, 1968, ISBN 0-684-84569-5.
- Eicher, John H., & Eicher, David J., Civil War High Commands, Stanford University Press, 2001, ISBN 0-8047-3641-3.
- Frederiksen, John C., "Richard Stoddert Ewell", Encyclopedia of the American Civil War: A Political, Social, and Military History, Heidler, David S., and Heidler, Jeanne T., eds., W. W. Norton & Company, 2000, ISBN 0-393-04758-X.
- Pfanz, Donald C., Richard S. Ewell: A Soldier's Life, University of North Carolina Press, 1998, ISBN 0-8078-2389-9.
- Sears, Stephen W., Gettysburg, Houghton Mifflin, 2003, ISBN 0-395-86761-4.
- Tagg, Larry, The Generals of Gettysburg, Savas Publishing, 1998, ISBN 1-882810-30-9.
- Warner, Ezra J., Generals in Gray: Lives of the Confederate Commanders, Louisiana State University Press, 1959, ISBN 0-8071-0823-5.